# Villa Medicea di Mezzomonte

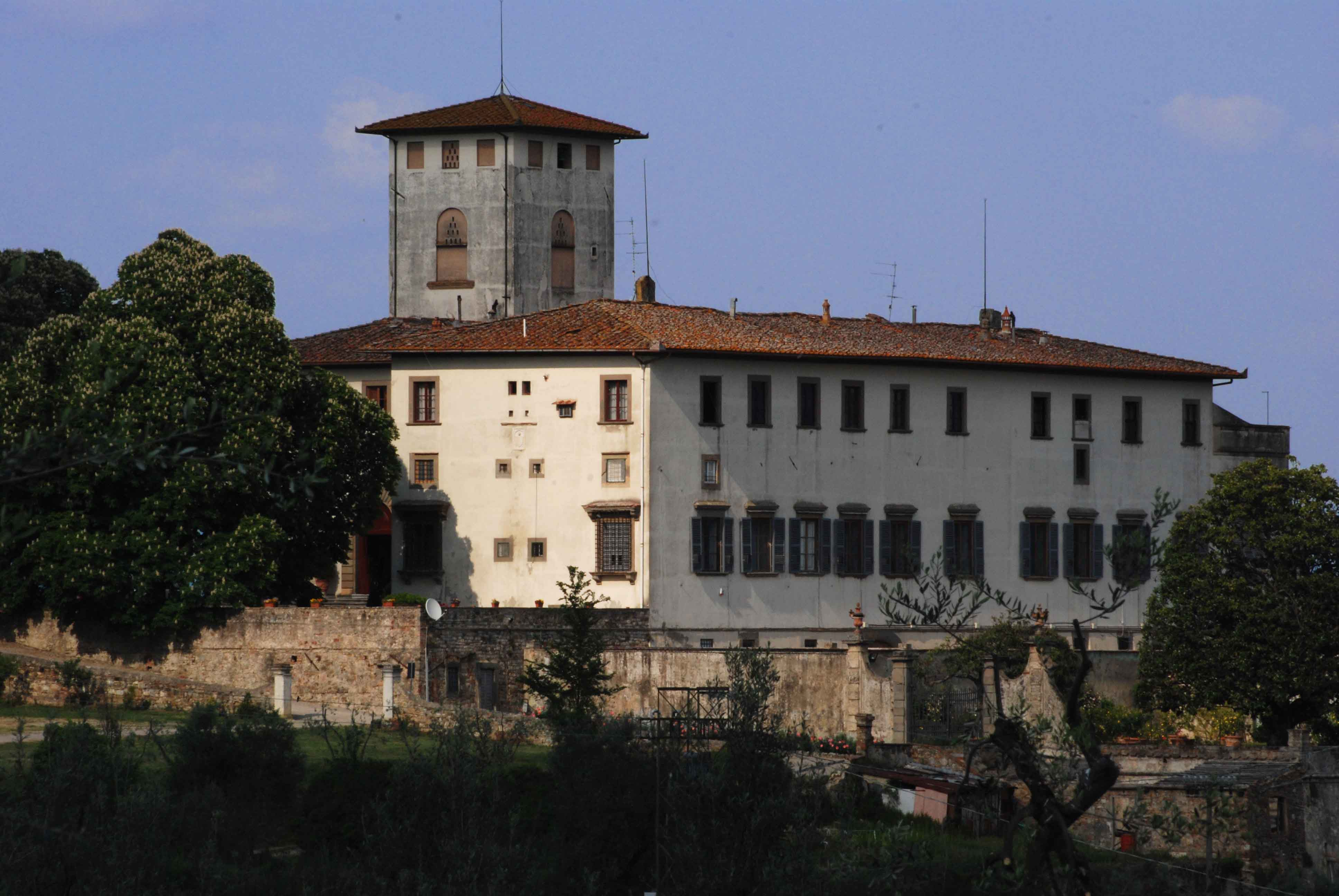
Vista geral da Villa Medicea di Mezzomonte.

A Villa Medicea di Mezzomonte, actual Villa Corsini a Mezzomonte, é um palácio italiano que se encontra numa pequena fracção rural próxima de Impruneta, no Chianti florentino.

## História
Neste lugar existia uma fazenda fortificada desde época muito antiga, datada por alguns em torno do ano 1000, quando a propriedade pertencia à família dos Buondelmonte. Daquela época restam apenas alguns muros, entre as quais a meridional, onde ainda se podem reconhecer algumas ameias incorporadas na parede.
No século XIV foi construída uma primeira habitação senhorial para a família Barducci Ottavanti, com uma arquitectura quadrangular com pátio central, edificada com blocos de "pietra forte", no meio duma colina (a "mezzo monte", daí o nome).
Lourenço o Magnífico comprou-a em 1480, mas manteve-a apenas durante dois anos: Messer Bernardo del Nero adquiriu-a, de facto, em 1482. Passada de seguida, em herança, à família Ridolfi, foi vendida por estes aos Panciatichi, que por sua vez iniciaram uma vasta obra de transformação da villa no sentido renascentista, por volat do ano 1580.
desde então, a villa destaca-se compacta sobre o panorama das colinas do Chianti, com uma torreta realçada (talvez um trecho do edifício do século XIV) e com as típicas janelas esquadradas por molduras cinzentas que sobressaem no estuque branco.
Posteriormente, foi adquirida pelo futuro Cardeal João Carlos de Médici, irmão do Grão-duque Fernando II, quando o jovem da Casa Médici tinha apenas dezoito anos de idade, em 1629. A ele se deve grande parte da decoração interior da villa, afrescada por alguns dos mais importantes artistas florentinos da época. Foi, de facto, realizada uma galeria decorada por afrescos e ampliado o lado do edifício voltado para Impruneta, onde ainda existem alguns tectos entalhados da época. Também o jardim do lado este é mantido, grosso modo, segundo o esquema decortativo realizado naquele período.
Em 1644, o Cardeal Carlos de Médici vendeu a villa ao Marquês Bartolomeo Corsini, filho do Senador Neri Corsini, continuando desde então a fazer parte do património da antiga família florentina. Os Corsini executaram uma grande parte dos jardins, e hoje, depois de ter sido cuidadosamente restaurada, é habitualmente habitada por alguns dos descendentes da família, os quais abrem a sua villa para recepções e outras manifestações especiais.

## Os afrescos

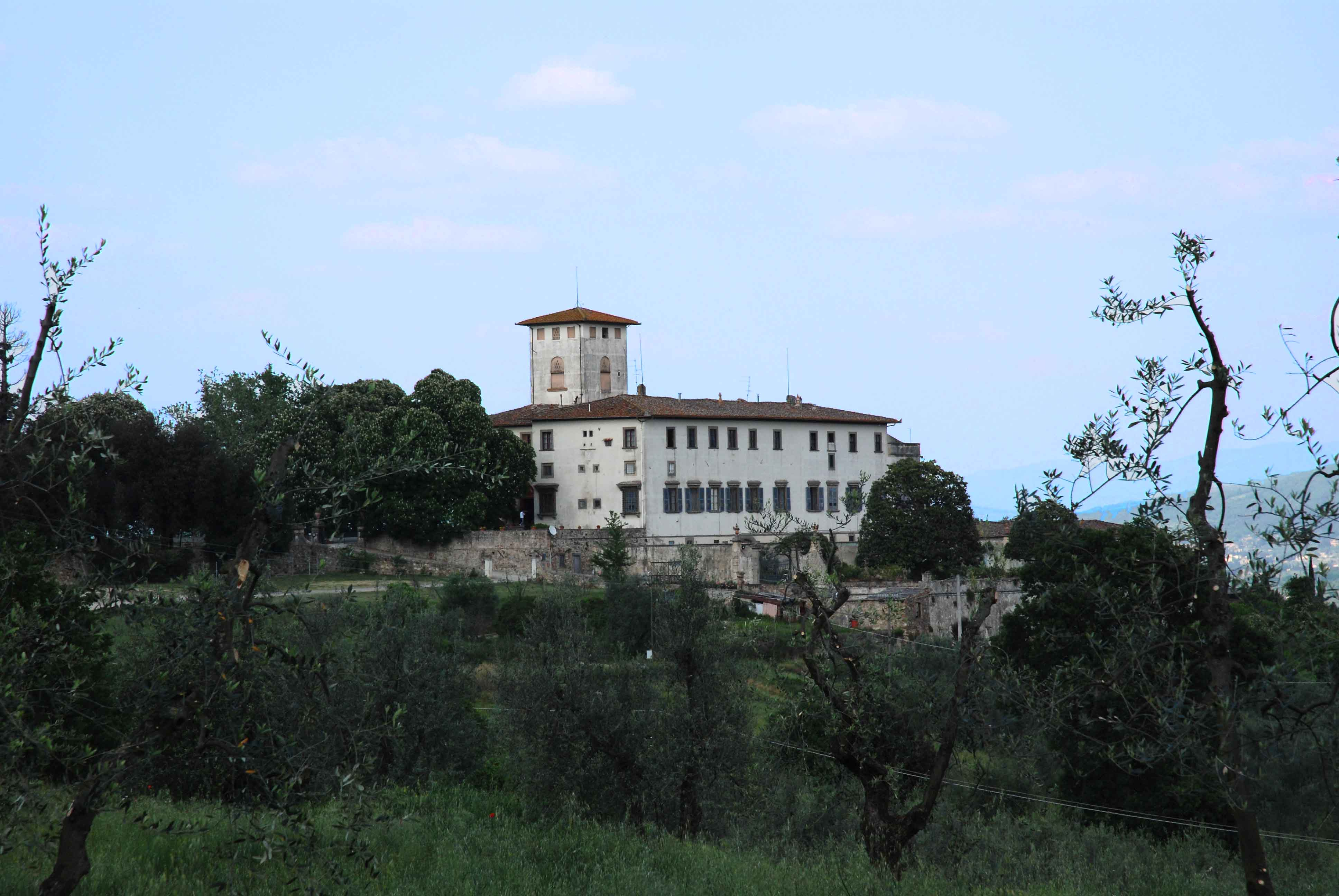
Vista panorâmica da Villa Medicea di Mezzomonte.

IOs trabalhos de carpintaria promovidos por Carlos de Médici foram concluídos em 1632, abrindo-se então os estaleiros para a decoração a fresco dos ambientes.
Foram chamados alguns dos artistas mais proeminentes da escola pictórica florentina da primeira metade do século XVII, como Giovanni da San Giovanni e Francesco Albani, autores dos afrescos mitológicos nas salas adjacentes ao vestíbulo de entrada (La Cacciata di Ebe e L'Assunzione di Ganimede quale Coppiere di Zeus), enquanto Domenico Cresti, chamado de il Passignano, pintou ao centro da grande galeria um Dio Cronos e outras figuras alegóricas.
Pandolfo Sacchi completou a galeria com elementos arquitectónicos em trompe-l'oeil, entre os quais também figuram armações, animais e personagens agrestes, num complexo programa iconográfico dedicado à vida no campo, ao passar dos meses e das estações, às divindades rurais; o mesmo autor pintou algumas das lunetas da Sala di Amore e Psiche.
Por outro lado, o pintor Cecco Bravo ajudou na decoração da ala meridional com o ciclo de afrescos dedicado à literatura, um tema que encontra aqui um dos tratamentos mais vastos e completos de toda a área florentina. Encontram-se aqui representadas cenas do Orlando Furioso e da Jerusalém Libertada. Outros artistas não identificados executaram cenas de caça, com passagens da paisagem que recordam a escola flamenca, muito popular na época.